# Beierolpium cyclopium
Beierolpium cyclopium är en spindeldjursart som först beskrevs av Beier 1965.  Beierolpium cyclopium ingår i släktet Beierolpium och familjen Olpiidae. Inga underarter finns listade.